# Pablo Anglés Galindo
Pablo Anglés Galindo (Benicarló, Castellón, 1967) is een hedendaags Spaans componist, muziekpedagoog, dirigent en klarinettist.

## Levensloop
Anglés Galindo begon op 10-jarige leeftijd zijn muzikale carrière bij de Banda de Música de la Asociación Musical Ciudad de Benicarló. In 1982 ging hij naar het Conservatorio Superior de Música "Joaquín Rodrigo" in Valencia en heeft daar onder andere piano bij R. Callejo, klarinet bij José Cerveró Martínez, harmonie bij Luis Blanes Arques en contrapunt bij Francisco Tamarit Fayos gestudeerd.
Van 1984 tot 1988 was hij al dirigent van de Banda de la Agrupación Musical de Santa Magdalena de Pulpis. Op 18-jarige leeftijd werd hij ook al dirigent van de Banda de Música de la Asociación Musical Ciudad de Benicarló Hier figureerde hij tot 1992 en later vanaf 1997. Bij concertwedstrijden won hij met dit orkest 3 eerste prijzen en 2 tweede prijzen. Naast zijn dirigentschap is hij ook directeur van de muziekschool van deze banda.
Vanaf 1995 is hij ook hoofd van de muziekafdeling van het Institut d'Educació Secundària (I.E.S.) "Leopoldo Querol" de Vinaròs.
Vanaf 1991 studeerde hij nog compositie en instrumentatie bij Amando Blanquer Ponsoda. Hij sloot deze studies af aan het Conservatorio Superior de Música de Aragón de Zaragoza bij T. Catalán.

## Composities

### Werken voor orkest
- Al Crist de la Mar, programmatische muziek voor symfonieorkest en gemengd koor
- Histria, beschrijvend gedicht voor symfonieorkest

### Werken voor banda (harmonieorkest)
- Banískula, marcha mora
- Carrer Pubill, pasodoble
- L'estel del Collet, ouverture voor banda sinfónica (groot harmonieorkest) en gemengd koor
- Llum d'estiu, paso-doble
- Mizmar, marcha mora
- Rafaelet, paso-doble
- Suggerències, (verplicht werk op het Certamen Provincial de bandas de Castellón 2002)

### Toneelwerken
- El Comte Arnau, ópera de cámara

### Vocale muziek
- Silencios de luna, aforismos voor sopraan en piano

### Kamermuziek
- B3-Classic, voor klarinet, cello en piano
- Disgregación, voor kopernonet en slagwerk
- Enfoque opuesto, voor hobo, cello en piano
- Figuratiu, voor 2 fluiten, altsaxofoon en piano
- Heidelberg - 800, voor fluit, klavecimbel, viool en slagwerk
- Sonata, voor fluit en piano
- Variantes, voor strijkkwartet

### Werken voor slagwerk
- Gamma, voor 10 slagwerkers

- Biblioteca Nacional de España: XX1539647
- Library of Congress Control Number: no2013007560
- Virtual International Authority File: 87266473
- WorldCat: E39PBJvd9w6J4HQVptyTpRQTHC